# 浙江聯合投資
浙江聯合投資控股集團有限公司，簡稱浙江聯合投資控股集團、浙江聯合投資控股和浙江聯合投資（英語：Zhejiang United Investment Holdings Group Limited，港交所：8366），在1995年，余錫萬（前主席及行政總裁）於香港（總部）成立「科正建築有限公司」，前身為「Fraser Holdings Limited」。業務在香港經營在人造斜坡和天然山坡進行防止山泥傾瀉鞏固，以及地基工程，以及為中小企业提供融资服务。
股份則在2015年11月2日於港交所創業板上市，配售股份價格為0.2港元，配售股份數目為3.6億股，集資額為3130萬港元，用作滿足與承接更多合約工程相關的多項營運資金需求，以及進一步加強人力。於2016年1月,該公司市值大約為1.6億元。
2017年5月5日，浙江联合中小企业控股集团有限公司旗下聯合金融控股集團有限公司（其該公司董事長周穎），英皇融資有限公司為作為代表要約人以1,080,000,000股股份或收購股份0.25港元，總代價為2.7億港元。
2017年9月21日，「Fraser Holdings Limited」更名為「浙江聯合投資控股集團有限公司」。
2017年9月27日，英皇藝人容祖兒首次出席到賀該公司開市儀式，而英皇證券主席楊玳詩也有出席。

## 連結
- fraserholdings.com